# Abschnittsbefestigung Schlossberg (Schongau)
Die Abschnittsbefestigung Schlossberg, auch  Abschnittsbefestigung Peiting genannt, ist eine abgegangene frühmittelalterliche Gipfelburg auf dem 816 m ü. NHN hohen „Schlossberg“ südlich des Lechs nordwestlich über dem Markt Peiting auf dem Gemeindegebiet der Stadt Schongau im Landkreis Weilheim-Schongau in Bayern. Die Anlage wurde lange Zeit fälschlicherweise für die abgegangene Welfenburg Burg Peiting gehalten. Aufgrund archäologischer Befunde handelt es sich vom Typus her aber um eine frühmittelalterliche Anlage des 9./10. Jahrhunderts.
Von der ehemaligen Burganlage sind Wälle und umlaufende Gräben erhalten; sie wird als Bodendenkmal unter der Aktennummer D-1-8131-0053 als „Abschnittsbefestigung des frühen Mittelalters mit vorgelagerten Reiterhindernissen („Schlossberg“) sowie Siedlung des Neolithikums, der Bronzezeit und der Urnenfelderzeit, Siedlung und Brandopferplatz der römischen Kaiserzeit“ geführt.